# Kate Adie
Kathryn « Kate » Adie, née le 19 septembre 1945 dans le Northumberland, est une journaliste britannique, notamment connue pour son rôle de reporter de guerre pour le compte de BBC News.